# Arrigo Miglio
Arrigo Miglio (San Giorgio Canavese, 18 luglio 1942) è un cardinale e arcivescovo cattolico italiano, dal 16 novembre 2019 arcivescovo emerito di Cagliari.

## Biografia
Nasce a San Giorgio Canavese, in provincia di Torino e diocesi di Ivrea, il 18 luglio 1942.

### Formazione e ministero sacerdotale
Dopo gli studi nel seminario di Ivrea e l'anno propedeutico nel seminario di Torino, frequenta la Pontificia Università Gregoriana e il Pontificio Istituto Biblico a Roma, dove consegue le licenze in teologia e in sacra scrittura.
Il 23 settembre 1967 è ordinato presbitero, nella chiesa parrocchiale di Santa Maria Assunta a San Giorgio Canavese, dal vescovo Luigi Bettazzi.
Dopo l'ordinazione è vicario parrocchiale, poi parroco, in Ivrea, dov'è anche direttore della "Casa dell'ospitalità". In seguito dirige la Casa alpina "Gino Pistoni" in Gressoney-Saint-Jean. Nel 1980 è nominato vicario episcopale per la pastorale, mentre dal 1981 alla nomina episcopale è vicario generale della diocesi di Ivrea.
È anche assistente ecclesiastico dell'Istituto secolare delle Missionarie dell'Amore infinito e al contempo insegna sacra scrittura presso la Facoltà teologica dell'Italia settentrionale.
Nel 1990 viene nominato assistente ecclesiastico generale dell'Associazione Guide e Scouts Cattolici Italiani; mantiene l'incarico fino al 1997.

### Ministero episcopale e cardinalato

#### Vescovo di Iglesias
Il 25 marzo 1992 papa Giovanni Paolo II lo nomina vescovo di Iglesias; succede a Giovanni Cogoni, dimessosi per raggiunti limiti di età. Il 25 aprile successivo riceve l'ordinazione episcopale, nella cattedrale di Santa Maria Assunta di Ivrea, dal vescovo Luigi Bettazzi, co-consacranti l'arcivescovo Ottorino Pietro Alberti e il vescovo Giovanni Cogoni. Il 14 giugno prende possesso della diocesi.
Nella diocesi sarda è particolarmente vicino ai minatori: per testimoniare loro la sua vicinanza si reca più volte nelle miniere del Sulcis-Iglesiente.

#### Vescovo di Ivrea
Il 20 febbraio 1999 lo stesso papa lo nomina vescovo di Ivrea; succede a Luigi Bettazzi, dimessosi per raggiunti limiti di età. Il 25 aprile seguente prende possesso della diocesi.
Viene eletto segretario della Conferenza episcopale piemontese e presidente del comitato scientifico e organizzatore delle settimane sociali dei cattolici italiani e membro della Commissione episcopale della CEI per i problemi sociali e il lavoro, la giustizia e la pace.
Il 27 aprile 2010 è nominato membro della Commissione episcopale dell'Almo collegio Capranica.

#### Arcivescovo di Cagliari

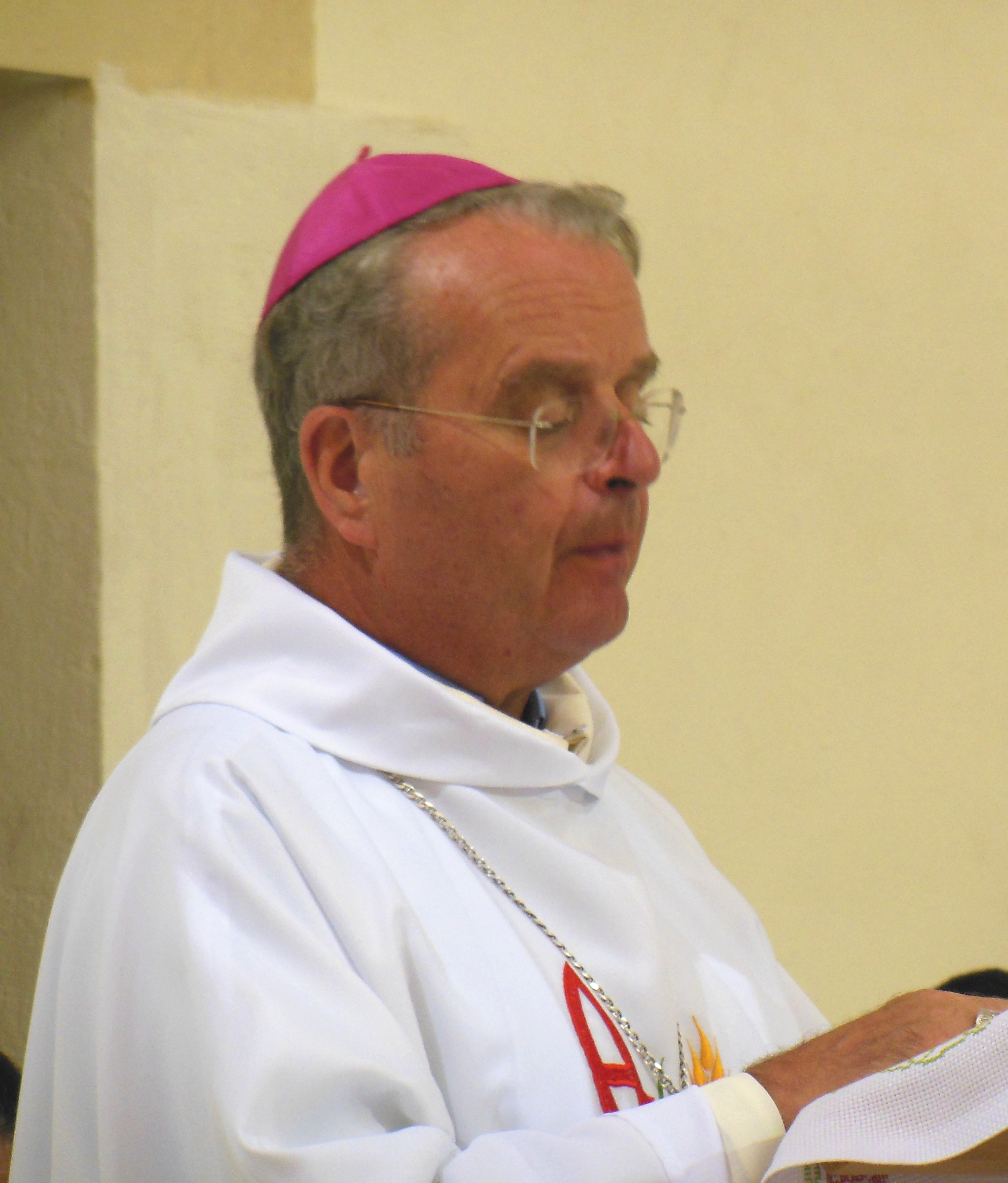
Mons. Miglio, il 28 agosto 2012.

Il 25 febbraio 2012 papa Benedetto XVI lo nomina arcivescovo metropolita di Cagliari; succede a Giuseppe Mani, dimessosi per raggiunti limiti di età. Il 18 aprile successivo prende possesso canonico dell'arcidiocesi per procura. Il 22 aprile giunge a Cagliari per svolgere la tradizionale giornata di ritiro spirituale che precede l'inizio del ministero episcopale e incontrare, il giorno successivo, i giovani dell'arcidiocesi.
Il 24 aprile entra solennemente nell'arcidiocesi, con una cerimonia a Bonaria, in concomitanza con la festa della Madonna di Bonaria. Come primo atto di governo, conferma nel loro incarico i vicari generali ed episcopali dell'arcidiocesi.
Rimane amministratore apostolico della diocesi di Ivrea fino all'ingresso del successore Edoardo Aldo Cerrato, avvenuto il 7 ottobre 2012.
Il 29 giugno 2012 riceve il pallio dal papa, nella basilica di San Pietro in Vaticano; il 3 settembre è eletto presidente della Conferenza episcopale sarda.
Il 18 luglio 2017, al compimento del 75º anno, presenta la sua rinuncia per raggiunti limiti di età; nel mese di settembre la nunziatura apostolica in Italia gli comunica la decisione di papa Francesco di confermarlo per altri due anni alla guida dell'arcidiocesi.
Il 16 novembre 2019 lo stesso papa accoglie la sua rinuncia; gli succede Giuseppe Baturi, del clero di Catania, fino ad allora sottosegretario della Conferenza Episcopale Italiana. Rimane amministratore apostolico dell'arcidiocesi fino all'ingresso del successore, avvenuto il 5 gennaio seguente.

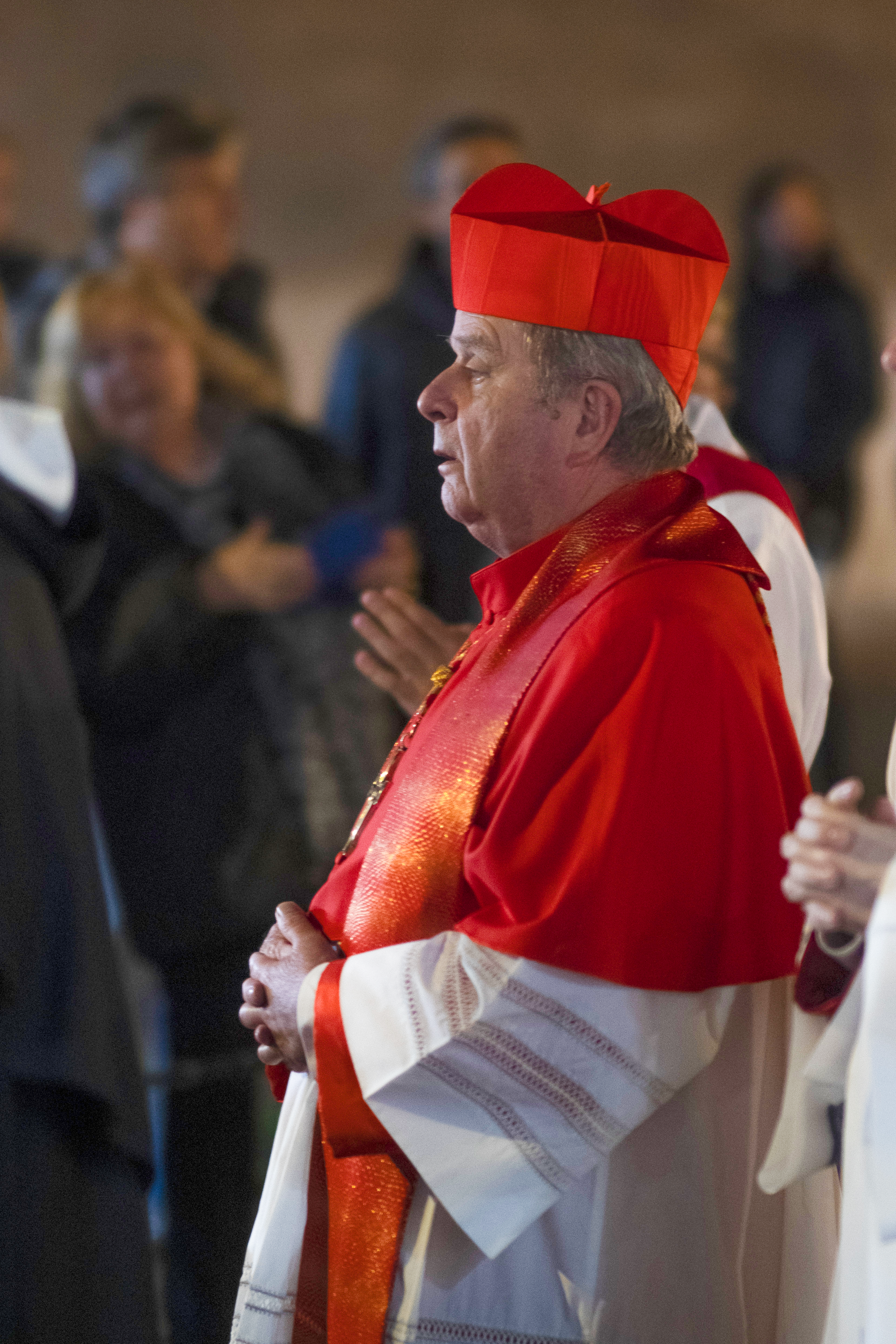
Il card. Miglio durante la presa di possesso del titolo cardinalizio di San Clemente.

Il 29 maggio 2022, al termine del Regina Caeli, papa Francesco annuncia la sua creazione a cardinale; nel concistoro del 27 agosto seguente lo crea cardinale presbitero di San Clemente. Avendo già ottant'anni al momento della creazione, non avrà il diritto di entrare in conclave e di essere membro dei dicasteri della Curia romana, in conformità all'art. II § 1-2 del motu proprio Ingravescentem Aetatem, pubblicato da papa Paolo VI il 21 novembre 1970. Il 23 novembre successivo prende possesso del titolo cardinalizio.
Il 6 ottobre 2022 è nominato amministratore apostolico di Iglesias, dopo la rinuncia per raggiunti limiti di età del vescovo Giovanni Paolo Zedda. Ricopre tale ufficio fino al 16 febbraio 2025.
È uno dei vescovi che ha celebrato la messa tridentina dopo il motu proprio Summorum Pontificum e a Cagliari ha eretto la seconda parrocchia personale d'Italia per la liturgia tridentina.

## Genealogia episcopale e successione apostolica
La genealogia episcopale è:
- Cardinale Scipione Rebiba
- Cardinale Giulio Antonio Santori
- Cardinale Girolamo Bernerio, O.P.
- Arcivescovo Galeazzo Sanvitale
- Cardinale Ludovico Ludovisi
- Cardinale Luigi Caetani
- Cardinale Ulderico Carpegna
- Cardinale Paluzzo Paluzzi Altieri degli Albertoni
- Papa Benedetto XIII
- Papa Benedetto XIV
- Papa Clemente XIII
- Cardinale Bernardino Giraud
- Cardinale Alessandro Mattei
- Cardinale Pietro Francesco Galleffi
- Cardinale Giacomo Filippo Fransoni
- Cardinale Carlo Sacconi
- Cardinale Edward Henry Howard
- Cardinale Mariano Rampolla del Tindaro
- Cardinale Gennaro Granito Pignatelli di Belmonte
- Cardinale Pietro Boetto, S.I.
- Cardinale Giuseppe Siri
- Cardinale Giacomo Lercaro
- Vescovo Luigi Bettazzi
- Cardinale Arrigo Miglio

La successione apostolica è:
- Vescovo Giuseppe Luigi Spiga (2025)